# Museum IJsselstein
Museum IJsselstein (MIJ) is een museum aan de Walkade in IJsselstein. In de vaste opstelling het museum wordt de lokale geschiedenis van IJsselstein uit de doeken gedaan aan de hand van een collectie historische voorwerpen, een maquette van het kasteel IJsselstein en twee stijlkamers (uit 1750 en 1960). Er worden ook wisseltentoonstellingen georganiseerd van hedendaagse kunstenaars rond een actueel thema. In 2018 tekende kunstenaar Fedor van Rossem een tekening over 3000 jaar IJsselstein. In 2021 dreigde het museum te moeten sluiten. Corine Honders werd directeur in 2021.